# (591) Irmgard
(591) Irmgard ist ein Asteroid des Hauptgürtels, der am 14. März 1906 von August Kopff in Heidelberg entdeckt wurde.
Die Herkunft des Namens ist unbekannt.